# 이승준 (기업인)
이승준은 대한민국의 기업인으로 (주)진보식품을 운영하고 있으며, 탁재훈의 장인이고, 현재 (사)전주이씨대동종약원 영휘원봉향회 회장을 맡고 있다.